# Parròquies de Galícia

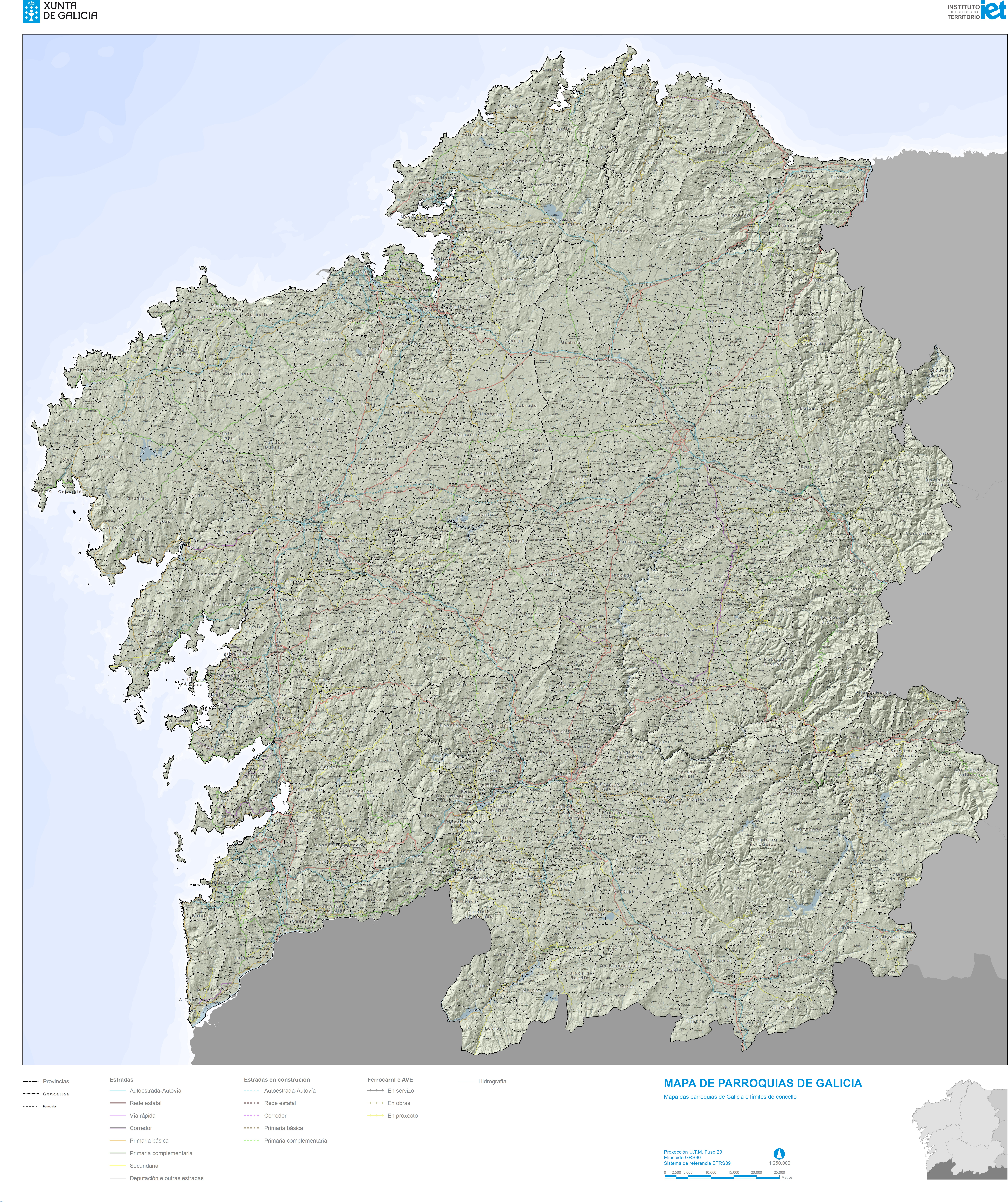
Mapa de les parròquies de Galícia.

Una parròquia o parròquia civil és una divisió administrativa de Galícia com a entitat col·lectiva de població inferior al consello o municipi. Segons el Nomenclátor oficial da Xunta, a Galícia hi ha 3.771 parròquies civils que tenen el seu origen en les parròquies eclesiàstiques gallegues.

## Llista de municipis de Galícia
| Concello / Municipi           | Número de parròquies | Província  |
| ----------------------------- | -------------------- | ---------- |
| A Arnoia                      | 1                    | Ourense    |
| A Baña                        | 15                   | La Corunya |
| A Bola                        | 8                    | Ourense    |
| A Cañiza                      | 9                    | Pontevedra |
| A Capela                      | 3                    | La Corunya |
| A Coruña                      | 5                    | La Corunya |
| A Estrada                     | 51                   | Pontevedra |
| A Fonsagrada                  | 29                   | Lugo       |
| A Guarda                      | 3                    | Pontevedra |
| A Gudiña                      | 8                    | Ourense    |
| A Illa de Arousa              | 1                    | Pontevedra |
| A Lama                        | 10                   | Pontevedra |
| A Laracha                     | 13                   | La Corunya |
| A Merca                       | 12                   | Ourense    |
| A Mezquita                    | 10                   | Ourense    |
| A Pastoriza                   | 19                   | Lugo       |
| A Peroxa                      | 14                   | Ourense    |
| A Pobra de Trives             | 19                   | Ourense    |
| A Pobra do Brollón            | 22                   | Lugo       |
| A Pobra do Caramiñal          | 5                    | La Corunya |
| A Pontenova                   | 11                   | Lugo       |
| A Rúa                         | 3                    | Ourense    |
| A Teixeira                    | 8                    | Ourense    |
| A Veiga                       | 29                   | Ourense    |
| Abadín                        | 19                   | Lugo       |
| Abegondo                      | 19                   | La Corunya |
| Agolada                       | 24                   | Pontevedra |
| Alfoz                         | 9                    | Lugo       |
| Allariz                       | 16                   | Ourense    |
| Ames                          | 11                   | La Corunya |
| Amoeiro                       | 8                    | Ourense    |
| Antas de Ulla                 | 28                   | Lugo       |
| Aranga                        | 6                    | La Corunya |
| Arbo                          | 6                    | Pontevedra |
| Ares                          | 3                    | La Corunya |
| Arteixo                       | 13                   | La Corunya |
| Arzúa                         | 22                   | La Corunya |
| As Neves                      | 13                   | Pontevedra |
| As Nogais                     | 9                    | Lugo       |
| As Pontes de García Rodríguez | 13                   | La Corunya |
| As Somozas                    | 4                    | La Corunya |
| Avión                         | 9                    | Ourense    |
| Baiona                        | 6                    | Pontevedra |
| Baleira                       | 12                   | Lugo       |
| Baltar                        | 7                    | Ourense    |
| Bande                         | 12                   | Ourense    |
| Baños de Molgas               | 13                   | Ourense    |
| Baralla                       | 30                   | Lugo       |
| Barbadás                      | 6                    | Ourense    |
| Barreiros                     | 8                    | Lugo       |
| Barro                         | 6                    | Pontevedra |
| Beade                         | 2                    | Ourense    |
| Beariz                        | 3                    | Ourense    |
| Becerreá                      | 26                   | Lugo       |
| Begonte                       | 19                   | Lugo       |
| Bergondo                      | 9                    | La Corunya |
| Betanzos                      | 7                    | La Corunya |
| Boborás                       | 14                   | Ourense    |
| Boimorto                      | 13                   | La Corunya |
| Boiro                         | 8                    | La Corunya |
| Boqueixón                     | 14                   | La Corunya |
| Bóveda                        | 14                   | Lugo       |
| Brión                         | 9                    | La Corunya |
| Bueu                          | 6                    | Pontevedra |
| Burela                        | 1                    | Lugo       |
| Cabana de Bergantiños         | 10                   | La Corunya |
| Cabanas                       | 7                    | La Corunya |
| Caldas de Reis                | 9                    | Pontevedra |
| Calvos de Randín              | 9                    | Ourense    |
| Camariñas                     | 4                    | La Corunya |
| Cambados                      | 5                    | Pontevedra |
| Cambre                        | 12                   | La Corunya |
| Campo Lameiro                 | 6                    | Pontevedra |
| Cangas                        | 5                    | Pontevedra |
| Carballeda de Avia            | 8                    | Ourense    |
| Carballeda de Valdeorras      | 17                   | Ourense    |
| Carballedo                    | 24                   | Lugo       |
| Carballo                      | 18                   | La Corunya |
| Cariño                        | 5                    | La Corunya |
| Carnota                       | 5                    | La Corunya |
| Carral                        | 8                    | La Corunya |
| Cartelle                      | 12                   | Ourense    |
| Castrelo de Miño              | 7                    | Ourense    |
| Castrelo do Val               | 9                    | Ourense    |
| Castro Caldelas               | 16                   | Ourense    |
| Castro de Rei                 | 25                   | Lugo       |
| Castroverde                   | 37                   | Lugo       |
| Catoira                       | 4                    | Pontevedra |
| Cedeira                       | 7                    | La Corunya |
| Cee                           | 6                    | La Corunya |
| Celanova                      | 18                   | Ourense    |
| Cenlle                        | 10                   | Ourense    |
| Cerceda                       | 6                    | La Corunya |
| Cerdedo-Cotobade              | 8                    | Pontevedra |
| Cerdido                       | 3                    | La Corunya |
| Cervantes (Lugo)              | 21                   | Lugo       |
| Cervo                         | 6                    | Lugo       |
| Chandrexa de Queixa           | 18                   | Ourense    |
| Chantada                      | 36                   | Lugo       |
| Coirós                        | 6                    | La Corunya |
| Coles                         | 11                   | Ourense    |
| Corcubión                     | 2                    | La Corunya |
| Coristanco                    | 15                   | La Corunya |
| Cortegada                     | 7                    | Ourense    |
| Cospeito                      | 20                   | Lugo       |
| Covelo                        | 14                   | Pontevedra |
| Crecente                      | 11                   | Pontevedra |
| Cualedro                      | 10                   | Ourense    |
| Culleredo                     | 11                   | La Corunya |
| Cuntis                        | 8                    | Pontevedra |
| Curtis                        | 4                    | La Corunya |
| Dodro                         | 3                    | La Corunya |
| Dozón                         | 8                    | Pontevedra |
| Dumbría                       | 7                    | La Corunya |
| Entrimo                       | 5                    | Ourense    |
| Esgos                         | 7                    | Ourense    |
| Fene                          | 8                    | La Corunya |
| Ferrol                        | 13                   | La Corunya |
| Fisterra                      | 4                    | La Corunya |
| Folgoso do Courel             | 9                    | Lugo       |
| Forcarei                      | 13                   | Pontevedra |
| Fornelos de Montes            | 7                    | Pontevedra |
| Foz                           | 9                    | Lugo       |
| Frades                        | 12                   | La Corunya |
| Friol                         | 32                   | Lugo       |
| Gomesende                     | 6                    | Ourense    |
| Gondomar                      | 10                   | Pontevedra |
| Guitiriz                      | 18                   | Lugo       |
| Guntín                        | 31                   | Lugo       |
| Irixoa                        | 7                    | La Corunya |
| Lalín                         | 48                   | Pontevedra |
| Láncara                       | 26                   | Lugo       |
| Larouco                       | 4                    | Ourense    |
| Laxe                          | 6                    | La Corunya |
| Laza                          | 10                   | Ourense    |
| Leiro                         | 9                    | Ourense    |
| Lobeira                       | 8                    | Ourense    |
| Lobios                        | 10                   | Ourense    |
| Lourenzá                      | 4                    | Lugo       |
| Lousame                       | 7                    | La Corunya |
| Lugo                          | 55                   | Lugo       |
| Maceda                        | 11                   | Ourense    |
| Malpica de Bergantiños        | 8                    | La Corunya |
| Mañón                         | 5                    | La Corunya |
| Manzaneda                     | 10                   | Ourense    |
| Marín                         | 7                    | Pontevedra |
| Maside                        | 9                    | Ourense    |
| Mazaricos                     | 12                   | La Corunya |
| Meaño                         | 7                    | Pontevedra |
| Meira                         | 2                    | Lugo       |
| Meis                          | 7                    | Pontevedra |
| Melide                        | 26                   | La Corunya |
| Melón                         | 2                    | Ourense    |
| Mesía                         | 12                   | La Corunya |
| Miño                          | 8                    | La Corunya |
| Moaña                         | 5                    | Pontevedra |
| Moeche                        | 5                    | La Corunya |
| Mondariz                      | 12                   | Pontevedra |
| Mondariz-Balneario            | 1                    | Pontevedra |
| Mondoñedo                     | 15                   | Lugo       |
| Monfero                       | 7                    | La Corunya |
| Monforte de Lemos             | 27                   | Lugo       |
| Montederramo                  | 13                   | Ourense    |
| Monterrei                     | 11                   | Ourense    |
| Monterroso                    | 28                   | Lugo       |
| Moraña                        | 9                    | Pontevedra |
| Mos                           | 10                   | Pontevedra |
| Mugardos                      | 4                    | La Corunya |
| Muíños                        | 12                   | Ourense    |
| Muras                         | 8                    | Lugo       |
| Muros                         | 8                    | La Corunya |
| Muxía                         | 14                   | La Corunya |
| Narón                         | 13                   | La Corunya |
| Navia de Suarna               | 20                   | Lugo       |
| Neda                          | 4                    | La Corunya |
| Negreira                      | 18                   | La Corunya |
| Negueira de Muñiz             | 6                    | Lugo       |
| Nigrán                        | 7                    | Pontevedra |
| Nogueira de Ramuín            | 13                   | Ourense    |
| Noia                          | 6                    | La Corunya |
| O Barco de Valdeorras         | 14                   | Ourense    |
| O Bolo                        | 18                   | Ourense    |
| O Carballiño                  | 16                   | Ourense    |
| O Corgo                       | 38                   | Lugo       |
| O Grove                       | 2                    | Pontevedra |
| O Incio                       | 28                   | Lugo       |
| O Irixo                       | 12                   | Ourense    |
| O Páramo                      | 18                   | Lugo       |
| O Pereiro de Aguiar           | 13                   | Ourense    |
| O Pino                        | 13                   | La Corunya |
| O Porriño                     | 8                    | Pontevedra |
| O Rosal                       | 4                    | Pontevedra |
| O Saviñao                     | 29                   | Lugo       |
| O Valadouro                   | 10                   | Lugo       |
| O Vicedo                      | 7                    | Lugo       |
| Oia                           | 6                    | Pontevedra |
| Oímbra                        | 7                    | Ourense    |
| Oleiros                       | 9                    | La Corunya |
| Ordes                         | 13                   | La Corunya |
| Oroso                         | 11                   | La Corunya |
| Ortigueira                    | 22                   | La Corunya |
| Os Blancos                    | 7                    | Ourense    |
| Ourense                       | 18                   | Ourense    |
| Ourol                         | 8                    | Lugo       |
| Outeiro de Rei                | 27                   | Lugo       |
| Outes                         | 10                   | La Corunya |
| Oza dos Ríos                  | 12                   | La Corunya |
| Paderne                       | 9                    | La Corunya |
| Paderne de Allariz            | 10                   | Ourense    |
| Padrenda                      | 6                    | Ourense    |
| Padrón                        | 5                    | La Corunya |
| Palas de Rei                  | 43                   | Lugo       |
| Pantón                        | 26                   | Lugo       |
| Parada de Sil                 | 9                    | Ourense    |
| Paradela                      | 18                   | Lugo       |
| Pazos de Borbén               | 8                    | Pontevedra |
| Pedrafita do Cebreiro         | 12                   | Lugo       |
| Petín                         | 6                    | Ourense    |
| Piñor                         | 7                    | Ourense    |
| Poio                          | 5                    | Pontevedra |
| Pol                           | 19                   | Lugo       |
| Ponte Caldelas                | 9                    | Pontevedra |
| Ponteareas                    | 24                   | Pontevedra |
| Ponteceso                     | 14                   | La Corunya |
| Pontecesures                  | 1                    | Pontevedra |
| Pontedeume                    | 8                    | La Corunya |
| Pontedeva                     | 2                    | Ourense    |
| Pontevedra                    | 17                   | Pontevedra |
| Porqueira                     | 6                    | Ourense    |
| Portas                        | 4                    | Pontevedra |
| Porto do Son                  | 10                   | La Corunya |
| Portomarín                    | 19                   | Lugo       |
| Punxín                        | 6                    | Ourense    |
| Quintela de Leirado           | 5                    | Ourense    |
| Quiroga                       | 22                   | Lugo       |
| Rábade                        | 1                    | Lugo       |
| Rairiz de Veiga               | 8                    | Ourense    |
| Ramirás                       | 10                   | Ourense    |
| Redondela                     | 13                   | Pontevedra |
| Rianxo                        | 6                    | La Corunya |
| Ribadavia                     | 8                    | Ourense    |
| Ribadeo                       | 12                   | Lugo       |
| Ribadumia                     | 6                    | Pontevedra |
| Ribas de Sil                  | 7                    | Lugo       |
| Ribeira                       | 9                    | La Corunya |
| Ribeira de Piquín             | 5                    | Lugo       |
| Riós                          | 8                    | Ourense    |
| Riotorto                      | 8                    | Lugo       |
| Rodeiro                       | 20                   | Pontevedra |
| Rois                          | 12                   | La Corunya |
| Rubiá                         | 10                   | Ourense    |
| Sada                          | 8                    | La Corunya |
| Salceda de Caselas            | 7                    | Pontevedra |
| Salvaterra de Miño            | 17                   | Pontevedra |
| Samos                         | 24                   | Lugo       |
| San Amaro                     | 8                    | Ourense    |
| San Cibrao das Viñas          | 7                    | Ourense    |
| San Cristovo de Cea           | 13                   | Ourense    |
| San Sadurniño                 | 7                    | La Corunya |
| San Xoán de Río               | 9                    | Ourense    |
| Sandiás                       | 3                    | Ourense    |
| Santa Comba                   | 17                   | La Corunya |
| Santiago de Compostel·la      | 28                   | La Corunya |
| Santiso                       | 17                   | La Corunya |
| Sanxenxo                      | 9                    | Pontevedra |
| Sarreaus                      | 9                    | Ourense    |
| Sarria                        | 50                   | Lugo       |
| Silleda                       | 33                   | Pontevedra |
| Sober                         | 22                   | Lugo       |
| Sobrado                       | 10                   | La Corunya |
| Soutomaior                    | 2                    | Pontevedra |
| Taboada                       | 27                   | Lugo       |
| Taboadela                     | 7                    | Ourense    |
| Teo                           | 13                   | La Corunya |
| Toén                          | 8                    | Ourense    |
| Tomiño                        | 15                   | Pontevedra |
| Toques                        | 10                   | La Corunya |
| Tordoia                       | 10                   | La Corunya |
| Touro                         | 19                   | La Corunya |
| Trabada                       | 8                    | Lugo       |
| Trasmiras                     | 9                    | Ourense    |
| Trazo                         | 11                   | La Corunya |
| Triacastela                   | 8                    | Lugo       |
| Tui                           | 12                   | Pontevedra |
| Val do Dubra                  | 12                   | La Corunya |
| Valdoviño                     | 8                    | La Corunya |
| Valga                         | 5                    | Pontevedra |
| Vedra                         | 12                   | La Corunya |
| Verea                         | 11                   | Ourense    |
| Verín                         | 15                   | Ourense    |
| Viana do Bolo                 | 35                   | Ourense    |
| Vigo                          | 19                   | Pontevedra |
| Vila de Cruces                | 28                   | Pontevedra |
| Vilaboa                       | 5                    | Pontevedra |
| Vilagarcía de Arousa          | 11                   | Pontevedra |
| Vilalba                       | 30                   | Lugo       |
| Vilamarín                     | 9                    | Ourense    |
| Vilamartín de Valdeorras      | 11                   | Ourense    |
| Vilanova de Arousa            | 6                    | Pontevedra |
| Vilar de Barrio               | 9                    | Ourense    |
| Vilar de Santos               | 2                    | Ourense    |
| Vilardevós                    | 12                   | Ourense    |
| Vilariño de Conso             | 10                   | Ourense    |
| Vilarmaior                    | 6                    | La Corunya |
| Vilasantar                    | 7                    | La Corunya |
| Vimianzo                      | 14                   | La Corunya |
| Viveiro                       | 12                   | Lugo       |
| Xermade                       | 10                   | Lugo       |
| Xinzo de Limia                | 20                   | Ourense    |
| Xove                          | 8                    | Lugo       |
| Xunqueira de Ambía            | 6                    | Ourense    |
| Xunqueira de Espadanedo       | 4                    | Ourense    |
| Zas                           | 16                   | La Corunya |